# Sisakhani (Baglung)
Sisakhani (nepalski: सिसाखानी) – gaun wikas samiti w zachodniej części Nepalu w strefie Dhawalagiri w dystrykcie Baglung. Według nepalskiego spisu powszechnego z 2011 roku liczył on 418 gospodarstw domowych i 2056 mieszkańców (1179 kobiet i 877 mężczyzn).